# 피의 복수 (2009년 영화)
《피의 복수》(중국어: 復仇, 영어: Vengeance)는 홍콩과 프랑스에서 제작한 스릴러 영화로, 2009년 공개되었다. 두기봉이 감독했으며 위가휘가 각본을 썼다. 조니 알리데, 황추생, 임가동, 임설, 임달화, 실비 테스튀 등이 출연했다. 이 영화는 프랑스인 요리사이자 전직 암살자였던 프란시스 코스텔로의 이야기이다. 그의 딸과 사위, 손자들이 삼합회 무리들에게 공격을 당하자, 코스텔로는 마카오에 찾아와 복수를 다짐하며 세 명의 청부 살인자를 고용한다. 이 영화는 살인과 폭력을 주제로 해서 현대 사회에서의 삼합회의 영향력을 다루고 있다. 은하영상에서 제작했으며, 프랑스에서는 ARP 셀렉시옹이, 홍콩에서는 미디어 아시아 필름스가 배급했다.

## 배역
- 조니 알리데 - 프란시스코 코스텔로 역. 전직 암살자였으며 요리사로 살아가고 있다. 장 피에르 멜빌의 1967년 영화 《사무라이》에서 알랭 들롱이 연기한 주인공 제프 코스텔로에서 이름을 땄다.[3]
- 황추생 - 콰이 역. 홍콩 출신 청부 살인자로 코스텔로의 복수를 돕기로 약속한다.[3]
- 임설 - 뚱보 룩 역. 콰이와 함께 청부 살인을 돕는다.
- 임가동 - 추 역. 콰이와 함께 청부 살인을 돕는다.
- 임달화 - 조지 펑 역. 이 영화의 악역을 맡고 있으며, 콰이, 룩, 추의 두목이다.[3]
- 실비 테스튀 - 이레네 톰프슨 역. 코스텔로의 딸이다.[3]
- 협선 - 임신한 여자 역. 복수를 위해 싸우는 코스텔로를 돕는다.
- 빈센트 스. - 톰프슨 역. 이레네의 남편이자 두 자녀의 아버지이다.[3]
- 장조휘, 오정엽, 황일화 - 이레네와 그녀의 가족을 죽이는 청부 살인자 역.
- 샤오메이치 - 조사관 웡 역. 홍콩 경찰이다.[3]

## 개봉

### 영화관

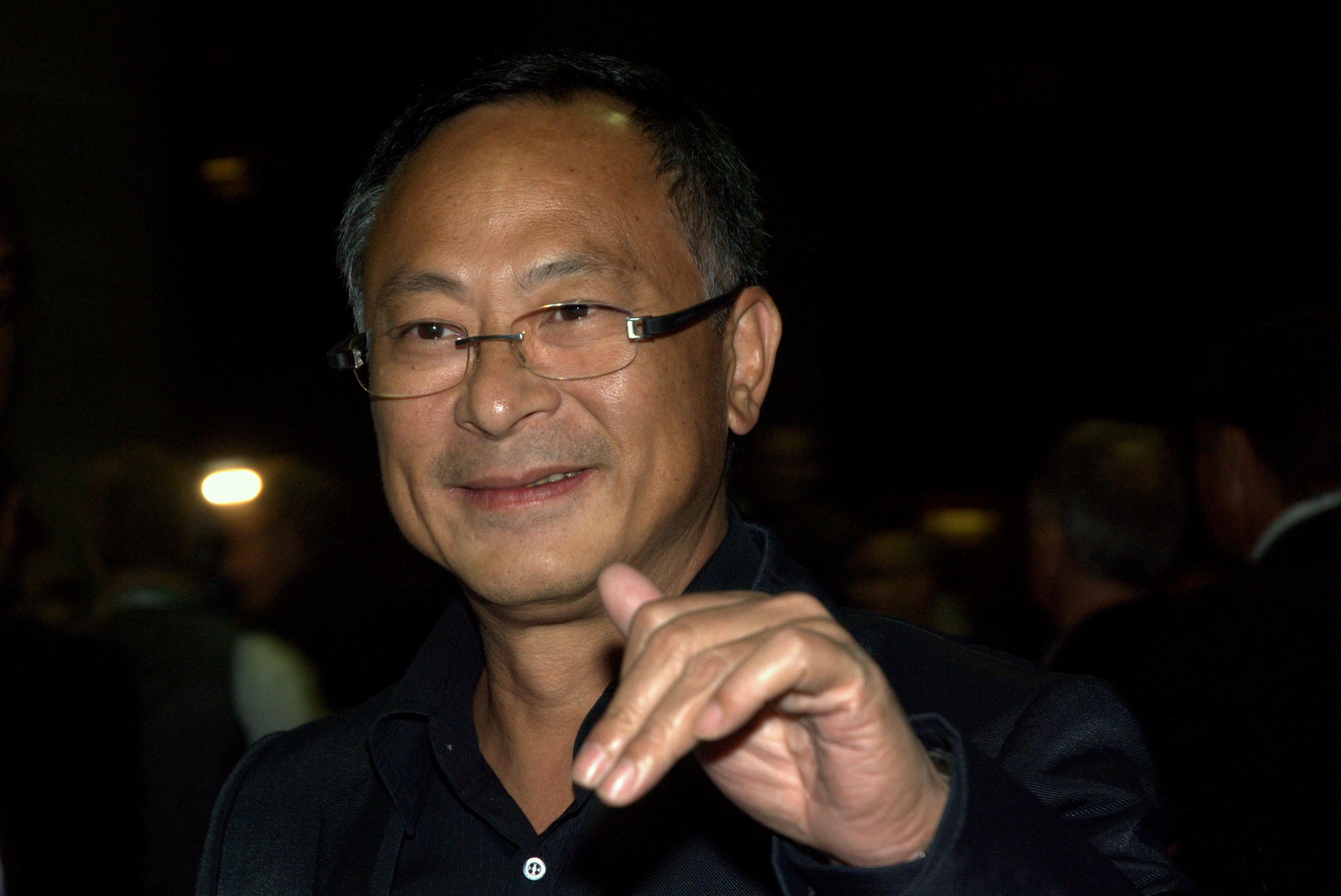
2009년 토론토 국제 영화제에서의 프리미어에 참석한 두기봉 감독.

피의 복수는 2009년 5월 20일 프랑스에서 첫 개봉을 했다. 같은 해 5월 27일에는 벨기에에서 개봉했다. 같은 해 8월 5일, 아시아에서는 최초로 2009년 홍콩 여름 국제 영화제에서 상영되었다. 같은 해 8월 20일 홍콩의 영화관에서 개봉했다. 피의 복수는 다른 아시아 국가에서도 개봉되었다. 말레이시아에서는 같은 해 8월 27일, 타이완에서는 10월 31일, 싱가포르에서는 11월 5일에 개봉했다.

### 홈 미디어
피의 복수는 2009년 12월 11일에 프랑스와 홍콩에서 DVD와 블루레이로 발매되었다. 홍콩에서는 VCD로도 나왔다. 프랑스에서 발매된 버전은 싱글디스크 에디션 DVD, 투디스크 스페셜 에디션 DVD, 스페셜 에디션 블루레이 디스크 이렇게 세 종류로 되어 있다. 프랑스에서 발매된 홈 비디오 포맷은 영어 자막이 포함되어 있지 않다.
현재 북아메리카 배급을 담당하고 있는 회사는 IFC 필름이다. 미국에서는 2010년 8월 4일부터 유료 텔레비전에서 주문형 비디오로 공개되었다.